# Catamarca
Catamarca, en el text de la Constitució provincial: Província de Catamarca, és una de les vint-i-tres províncies de l'Argentina en les quals està dividit el país. Alhora, és un dels vint-i-quatre estats autogovernats o jurisdiccions de primer ordre que conformen el país, i un dels vint-i-quatre districtes electorals legislatius nacionals.
Situada al nord-oest de l'Argentina, la seva capital i ciutat més poblada és San Fernando del Valle de Catamarca, encara que sovint també se sol anomenar, simplement, Catamarca. La província té una població de 334.568 habitants, segons el cens del 2001. Fa frontera amb les províncies de Salta, Tucumán, Santiago del Estero, Córdoba i La Rioja. A l'oest limita amb Xile.
Abans de l'arribada dels espanyols, la major part del territori de Catamarca era habitat pels diaguites, un poble amerindi que incloïa la tribu caltxaquí. El 1558, Juan Pérez de Zurita va fundar San Juan de la Ribera de Londres, ciutat que va ser atacada constantment pels grups indígenes, cosa que en va limitar el creixement. Va ser refundada i rebatejada diverses vegades. La sisena fundació, el 5 de juliol, 1683, va ser obra de Fernando de Mendoza Mate de Luna, que va aixecar la ciutat en la seva localització actual i amb el nom actual.
Quan es va crear el virregnat del Río de la Plata, el 1776, Catamarca va obtenir el títol de subintendència sota la intendència de Salta. El 1821 es va declarar l'autonomia de la província, i Nicolás Avellaneda y Tula en va ser elegit primer governador.
Hi ha dues versions sobre l'origen del nom. Segons la versió quítxua, prové dels mots cata (pendent) i marca (fortalesa); és a dir, "fortalesa del pendent". Segons la versió aimara, prové del mots catán (petit) i marca (poble); és a dir, "poble petit".